# Ребриково (Луганская область)
Ре́бриково (укр. Ребрикове) — село, относится к Антрацитовскому району Луганской области Украины. Под контролем самопровозглашённой Луганской Народной Республики.

## География
Село расположено на реке под названием Большая Каменка (правый приток Северского Донца), на месте впадения её собственного притока под названием Малая Каменка. Соседние населённые пункты: посёлок Новоукраинка, село Картушино (выше по течению Малой Каменки) на юге, посёлки Ясеновский (выше по течению Малой Каменки) и Пролетарский, Каменное на юго-западе, сёла Зеленодольское (выше по течению Большой Каменки) на западе, Ореховка, Круглик, Червоная Поляна на северо-западе, Македоновка, Шёлковая Протока, Волнухино на севере, Каменка и Палиевка (оба ниже по течению Большой Каменки) на северо-востоке, Нагорное, Мечетка, Вербовка на юго-востоке.

## Население
Население по переписи 2001 года составляло 965 человек.

## Общие сведения
Почтовый индекс — 94665. Телефонный код — 6431. Занимает площадь 1,996 км². Код КОАТУУ — 4420386601.

## Местный совет
94665, Луганская обл., Антрацитовский р-н, c. Ребриково, ул. Советская, 10а